# Miconia bailloniana
Espèce
Synonymes
- Pterocladon sprucei Hook. f. ex Cogn.[1]

Statut de conservation UICN

 NT  : Quasi menacé
Miconia bailloniana est une espèce de plantes à fleurs de la famille des Melastomataceae trouvée en Bolivie et au Pérou.

## Publication originale
- Publications of the Field Museum of Natural History, Botanical Series 13(4/1): 388. 1941.